# フットサル
フットサル (Futsal) は、いわゆる室内サッカーである南米の「サロンフットボール」または英国の「インドアサッカー」を起源とする、基本的には室内で行われる、サッカーに似た競技。長らく非公式に行われ、統一ルールが存在しなかったが、1989年にフットサルも国際サッカー連盟 （FIFA）の所管となり、1994年には世界共通の統一ルールがまとめられた。
ユースオリンピックでは、2018年のブエノスアイレス大会から正式種目となっている。
バスケットボールを子供の体格や体力という理由で小規模にしたミニバスケットボールとは異なり、フットサルは全年齢で競技が行われる。

## 名称の由来
サッカーを表す「fútbol (スペイン語) 」・「futebol (ポルトガル語) 」と、室内を表す「salón (スペイン語) 」・「sala (スペイン語)」・「salão (ポルトガル語) 」の合成語。スペイン語の「fútbol de salón (フットボール・デ・サロン) 」・「fútbol sala (フットボール・サラ)」（意味は共に「室内サッカー」）の名称が、いつの間にか省略されて「futsal (フットサル)」になり、定着していった。

## 歴史
フットサルが始まった説は二つある。
まず、一つは南米を中心に発展してきたサロンフットボールである。サロンフットボールとは弾まないボールのことで、「サロンフットボール」は、1930年にウルグアイで考案された。また、ブラジルでも同様のものが考案された。最初の統一ルールは、サンパウロで出版されたものとされている。サロンフットボールは、その後南米全域へと広まっていった。
1965年からは南米選手権が開催され、1979年まで続けられた。1961年には、国際サロンフットボール連盟（FIFUSA:Federación Internacional de Fútbol de Salón: International Futsal Federation）が設立され、1982年に世界サロンフットボール選手権がサンパウロで開催された。後に、世界フットサル協会 (AMF : Asociación Mundial de Fútbol de Salón : World Futsal Association) となった。
もう一つは、サッカーの母国イギリスより発祥して、ヨーロッパやアメリカ、オーストラリアなどに広まったインドアサッカーである。インドアサッカーは普通のサッカーと同じボールを使って、壁も使って行われる競技である。ルールや名称も国々によってまちまちで、スペインではフットボール・サラ、ドイツではハレン・フースバル、イタリアではカルチェット、オランダでザールと呼ばれるものがそれに当たる。ヨーロッパでは、ザールのルールを元にしてUEFAがインドアサッカーのルール統一を図った。
FIFAは、こうしたミニサッカーが世界中に広まるのをみてルールの統一を始める。1989年には初の世界大会をオランダで開催した。第2回の大会は香港で開催され、FIFAとFIFUSAによるルールの統一化が図られた。
このときのルールの問題点を改正し、1994年より競技名を「フットサル (FUTSAL) 」と改められた。

## ルール

### ピッチ（第1条）

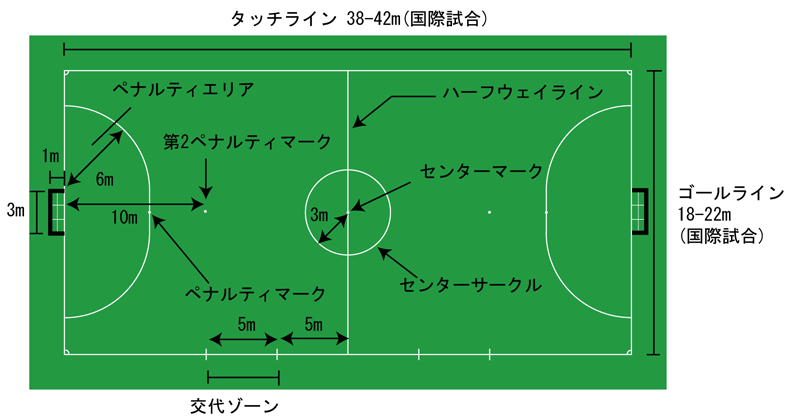
フットサルにおけるピッチとマーキング

- 大きさ: (縦) 38 - 42 [m]×(横) 18 - 25 [m] （国際大会）
- ラインの幅: 8 [cm]
- ピッチの外縁: 境界をラインでマークし、長い方をタッチライン、短い方をゴールラインとする。
- ピッチの中央部: ピッチを半分ずつに分けるハーフウェイラインを引き、その中心にセンターマーク、さらにセンターマークを中心にして半径 3 mの円を記す。
- ハーフウェイライン: ピッチを半分ずつに分ける線
- ペナルティエリア: それぞれのゴールポストを中心に半径 6 mの四分円を描きそれぞれの端を結ぶ。
- ペナルティマーク: ゴールポストの中央から 6 m地点。
- 10mマーク: ゴールポストの中央から 10 m地点。
- コーナーアーク: それぞれのコーナーの半径 25 cmの四分円を描く。
- 交代ゾーン: フットサルは試合中の交代が認められる。この時、交代を行うエリア。
ハーフウェイラインからそれぞれ 5 m地点から始まり長さ 5 m, 幅 80 cmのエリア。長さ 80 cmのマーキングで示す。
- ゴール: (高さ) 2 [m]×(幅) 3 [m]×(奥行き) 1 [m]
- ピッチの表面: 滑らかかつ平坦なものとされている。天然芝・人工芝は国際大会では認められていない。

### ボール（第2条）
- ボール
  - 大きさ: 62 - 64 [cm]（外周）
  - 重さ: 400 - 440 [g]
  - 空気圧: 0.6 - 0.9 [気圧]。高さ 2 mの地点から落下させたときのバウンドが 50 - 65 cmでなければならない。
  - 形: 球形
  - 材質: 皮革等。国際大会ではフェルト製のものは認められない。

### 競技者の数（第3条）
- 人数
  - 競技者は5人以下。そのうち一人はゴールキーパーである。
  - 交代要員は公式試合で最大9人までとする。但し国際Aマッチでは最大10人まで、その他の一般的な試合では、両チームの合意のもと、10人を超えた交代要員を置くことができる。
  - 試合実施に必要な1チームあたりの最低人数は3人。一方のチームがピッチ上に選手を3人置けなくなった場合は放棄試合となる。
- 交代
  - 交代の数は制限されない。
  - 交代は交代ゾーンより行われる。
- 退場があった場合の扱い
  - 選手が退場を命じられた（レッドカードを提示された）ことによりピッチ上の選手数が減ったチームは、その退場から2分経過後、あるいは相手チームよりも人数が少ない状態で失点した場合に選手を一人補充できる。

### 用具（第4条）
- ジャージまたはシャツ
- パンツ
- ソックス
- すね当て
- シュー

### 審判（第5, 6, 7条）
- 主審
- 第2審判: 主審と反対側のサイドで主審の手助けをする。
- タイムキーパー: フットサルはアウトオブプレーになったとき、試合再開時まで止める。ピッチの外でストップウォッチを操作する。
- 第3審判: タイムキーパーの手助けをし、反則数のカウントなどを行う。

### 試合時間（第8条）
- 前後半の20分の計40分で行われる。
- 前後半1回ずつ1分間のタイムアウトを要求できる。
- 時間内に決着しなければ延長戦を行うことが出来る。延長戦ではタイムアウトはできない。
- 延長戦でも決着しない場合はPKで勝敗を決める。

### プレーの開始および再開（第9条）
- キックオフ若しくはドロップボールで試合が開始、再開される。

### インプレーおよびアウトオブプレー（第10条）
- アウトオブプレー
  - ボールが完全にラインを越えた場合（ボールが地上・空中であるかは問わない）。
  - 主審が停止した場合。
  - ボールが天井に当たった場合: キックインにより再開される。
- インプレー: アウトオブプレー以外の時間。

### 得点の方法（第11条）
ボール全体がゴールポストとゴールバーの間でゴールラインを完全に越えた場合。

### ファウルと不正行為（第12条）
- 直接フリーキックが与えられるファウル
  - キッキング - 相手を蹴る行為
  - トリッピング- 相手をつまずかせる行為。
  - ジャンピングアット - 相手に飛び掛る行為
  - ファウルチャージ - 不当にチャージする行為
  - ストライキング - 相手を殴る、または殴りかかろうとする行為
  - プッシング - 相手を押す行為
  - ホールディング - 相手を押さえつける行為
  - スピッティング - つばを吐きかける行為
  - スライディング - 過度な力で相手にスライディングタックルを仕掛けて倒す行為
  - ハンドリング - ボールを故意に手または腕で扱う行為
- 間接フリーキックが与えられるファウル
  - ゴールキーパーが保持していたボールを離した後、相手側のプレーヤーに当たる前に、ボールをゴールキーパーが受ける行為
  - ゴールキーパーがバックパスを手で受ける行為
  - 味方がキックインしたボールを直接ゴールキーパーが手で受ける行為

### フリーキック（第13条）
- 直接フリーキック
ボールが直接相手ゴールに入った場合は得点となる。
- 間接フリーキック
ボールがゴールに入る前に、蹴った競技者以外に触れた場合のみ得点となる。

### 累積ファウル（第14条）
前後半でそれぞれ計5つまで直接フリーキックとなるファウルを記録する。
- ファウルが5つまで
フリーキックのときに壁を作る事が出来る。守備チームは、フリーキックの地点から 5 m離れなければならない。
- 6つ目以降のファウル
フリーキックのときに壁を作れない。
ゴールキーパーは、ペナルティエリア内でフリーキック地点から 5 m離れなければならない。
フリーキックが行われたのち、ゴールキーパーが触れるか、クロスバー・ゴールポストに当たるか、ボールがピッチ外へ出るまで、他のプレーヤーはボールに触れることができない。
自陣の10mマークより前方でのファウルの場合は、相手は10mマークからフリーキックを行う事ができる。これを「DFKSAF（累積ファウル6つ目からの直接フリーキック）」と呼ぶ。かつてはこのプレーの名称が「第2ペナルティーマークからの壁なしフリーキック」だったため、「第2PK」と呼ばれていた。

### ペナルティキック（第15条）
直接フリーキックが与えられるファウルを、ペナルティエリア内で防御側プレーヤーが犯した時に行う。
- ペナルティエリアからキックを行う。直接ゴールに入れる事ができる。
- キックが行われたあとは、他のプレーヤーが触れるまで、キッカーはボールに触る事ができない。

### キックイン（第16条）
ボールがタッチラインを超えたときにおこなう。ボールが外に出たタッチライン上よりボールを蹴ってプレーを再開する。

### ゴールクリアランス（第17条）
ゴールラインを割ったときに最後に触れた選手が攻撃側だった場合、守備側のゴールキーパーがペナルティエリアの任意の地点からボールを投げる。直接ゴールに入れても得点とはならない。

### コーナーキック（第18条）
ゴールラインを割ったときに最後に触れた選手が守備側だった場合、ボールの出たところから近いコーナーアークから相手に邪魔されない形でキックすることができる。直接ゴールを狙ってもよい。

## 各国のフットサル

### ブラジル
ブラジルでは、サッカー以上に身近なスポーツとして普及していた。そのためフットサルへのルール変更も、比較的スムーズに行われた。競技レベルでは、ロナウジーニョやロビーニョなど多くのプロサッカー選手が、フットサルでキャリアをスタートさせている。一方、「リーガ・ナシオナル」と呼ばれる全国リーグの他、各州でプロリーグが盛んに行われ、スペインやイタリアのフットサルチームに移籍する選手も多い。当然のことながら、セレソン（ブラジル代表）はフットサルにおいても常に世界最強の強さを誇る。2000年、2004年はワールドカップの王座をスペインに奪われていたが、2008年の自国開催大会において決勝でスペインを破り優勝した。また、2005年から、招待国が参加するフットサルグランプリ (en:Grand Prix de Futsal) が毎年ブラジルで開催されている。
獲得タイトル
- コパ・アメリカ・デ・フットサル : 1969, 1971, 1973, 1975, 1976, 1977, 1979, 1983, 1986, 1989, 1992, 1995, 1996, 1997, 1998, 1999, 2000, 2008, 2011, 2017
- パン・アメリカンカップ : 1980, 1984
- FIFUSA世界選手権 : 1982, 1985
- FIFAフットサルワールドカップ : 1989, 1992, 1996, 2008, 2012
- グランプリ・デ・フットサル : 2005, 2006, 2007, 2008, 2009, 2011, 2013, 2014, 2015

主なクラブ
- ADCインテリ
- カルロス・バウボーザ
- ウーブラ
- マウウィー

### スペイン
スペインでは、フットサルは「フットボル・サラ」と呼ばれており、スペイン代表チームは2000年・2004年のFIFAフットサルワールドカップ、2005年のヨーロッパ選手権などで優勝した。また、国内リーグLNFS（リーガ・ナシオナル・デ・フットボル・サラ）には、各国の代表選手が集まり、その強豪チーム、マドリー近郊アルカラを本拠地とする「ブーメラン・インテルビュー」は、UEFAカップ制覇やインターコンチネンタルカップ連覇などの実績を誇り、現在LNFSは、世界最高峰のリーグとしての地位を確立している。かつてバルセロナやヴィッセル神戸で活躍した元スペイン代表のMFアンドレス・イニエスタも幼少期にフットサルを行っていた。
リーグ方式
16チームによるホーム&アウェーでの2回戦総当りの年間リーグを開催。その後上位8クラブによるプレーオフによって、年間王者が決定される。プレーオフは、2006-07シーズンから1ラウンド3回戦方式（2先勝で勝ち抜け）に変更（以前は1ラウンド5回戦）。
2部リーグには、3人の日本人選手が在籍
- 木暮賢一郎 (ブハランセ) ※2009年度は名古屋オーシャンズ所属
- 鈴村拓也 (バルガス)
- 小野大輔 (バルガス) ※2009年度は東京府中アスレティックフットボールクラブに所属
- 高橋健介 (カハ セゴビア)

2006-07シーズンよりFIFAルールを導入
- ブルーカードの廃止
- スローインの廃止
- ペナルティエリアから敵陣へのノーバウンドパス禁止ルール廃止
- 自陣ペナルティエリア内での4秒ルール廃止

1部リーグ16クラブ
- インテルビゥ・ファデサ (マドリード州アルカラ・デ・エナーレス)  - 不動産
- PSGモストレス (マドリード州)  - 保険金融業
- カルニセール・トレホン (マドリード州トレホン・デ・アルドス)  - FIATディーラー
- プラジャス・デ・カステジョン (バレンシア州カステリョン)  - 鉄鋼業
- ベニカルロ・オンダ・ウルバーナ (バレンシア州ベニカルロ)  - ケーブルテレビ・ラジオ局
- トゥコ・ムエブレス・カルタヘナ (ムルシア州カルタヘナ)  - 家具インテリア
- エルポソ・ムルシア・トゥリスティカ (ムルシア州ムルシア)  - 食肉・乳製品業
- アウトス・ロベージェ・デ・サンティアゴ（ガリシア州サンティアゴ・デ・コンポステーラ)  - NISSANディーラー
- アスカル・ルーゴ (ガリシア州ルーゴ)  - 運送業
- レイス・ポンテベドラ (ガリシア州ポンテベドラ)
- MRAナバーラ (ナバーラ州パンプローナ)
- カハ・セゴビア (カスティーリャ・イ・レオン州セゴビア)  - 銀行業
- DKVセグーロス・サラゴサ (アラゴン州サラゴサ)  - 保険業
- FCバルセロナSenseit (カタルーニャ州バルセロナ)
- ヘステサ・グアダラハラ (カスティーリャ＝ラ・マンチャ州グアダラハーラ)
- アルミニャーナ・バレンシア (バレンシア州バレンシア)

### ポルトガル
ポルトガルでは、ベンフィカ、スポルティングなどのプロクラブ数チームを中心に全国リーグが開催されている。毎年オフには、隣国スペインのLNFS（リーガ・ナシオナル・デ・フットボル・サラ）へ大量の選手が引き抜かれるため、トップクラブは、ブラジルから若手を補強することでそのレベルを保っている。
有名プレーヤー
- アンドレ・リマ (ベンフィカ所属、ポルトガル代表)
- リカルジーニョ (名古屋オーシャンズ所属、ポルトガル代表)

### ドイツ
ドイツでは、「ハーレンフースバル」と呼ばれる壁付のインドアサッカーが、ブンデスリーガの冬の中断期に行われている。この試合には、現役のブンデスリーガの選手やかつてのスター選手が参加している。サッカー大国の中では唯一フットサル代表チームを持たないほど、ドイツではフットサルの普及が遅れていた。しかし2006年に、第1回ドイツフットサル選手権が開催されている。

### イタリア
イタリアでは、「カルチェット」と呼ばれている。サッカーと同じく「Serie A Calcio a 5」という名称のプロリーグがある。「Serie B」、「Serie A femminile (女子) 」などもある。セリエAやセリエBの大半のチームは、ブラジル人などの外国人選手を多く抱えている。熱狂的なサポーターを持つ事で知られるイタリアだが、フットサルはサッカーと比べると知名度が下がりローマやイタリア北部以外ではプロスポーツとしては認識されていないが、毎年フットサル人口は増えてきている。
イタリア代表は、2008年ブラジル開催のＷ杯で3位に入賞。
- 吉田輝 (アックエドット)
- 伴京次朗 (イゾロット)

主なクラブ
- モンテシルバーノ (イタリア代表フォッリャ所属)
- マルカトレヴィジャーナ
- ルパレンセ

### オランダ
オランダには、「ザール」と呼ばれるインドアサッカーがある。UEFAで制定されたフットサルの統一ルールは、このザールのルールが元となっている。

### アメリカ合衆国
アイスホッケーのリンクに人工芝を敷いたインドアサッカー場が全米の至る所に普及しており、「MISL (Major Indoor Soccer League) 」というプロリーグも存在する。米国内ではインドアサッカーがあまりに普及しているため、一部の盛んな地域を除き、フットサルの認知度は低い。フットサルのアメリカ代表は、このMISLの選手達で構成されている。

## 国際大会

### IOC主催
- ユースオリンピック

### FIFA主催
- FIFAフットサルワールドカップ- 4年に1度、W杯の中間年に行われ、各大陸予選を勝ち抜いた16チームが出場している。
- FIFAインターコンチネンタル・フットサルカップ- 毎年行われているクラブ世界一決定戦。

### UEFA主催
- UEFAフットサル選手権- 1996年から行われている、ナショナルチームによるフットサルの欧州選手権大会。
- UEFAフットサルチャンピオンズリーグ- 2001年から毎年行われている、クラブの欧州チャンピオン決定戦。

### AFC主催
- AFCフットサル選手権- 1999年から毎年、2008年から隔年行われている、ナショナルチームによるフットサルのアジア選手権大会で、2007年は日本の大阪市と尼崎市で開催された。
- AFCフットサルクラブ選手権- 2010年から毎年行われている、クラブのアジアチャンピオン決定戦。

## フットサルを扱った作品
電子書籍
- 『フットサルのすすめ』(ICHIE,Inc)

小説
- 『フットサル☆レボリューション』（スズキマコト）

漫画
- 『ばもら!』（長田佳巳）
- 『フットブルース』（能田達規）
- 『HOLA!!』（高山瑞穂）
- 『あかねSAL☆』（岡田惠和・なかはら★ももた）
- 『ふろーれす』（みずほ大・田澤類）
- 『宙-CHUU-』（手原和憲）

ゲーム
- 日本フットサルリーグ公認 みんなのDSフットサル
- アケアカNEOGEO フットサル 〜5 ON 5 MINI SOCCER〜

テレビドラマ
- 負け組キックオフ!!
- VICTORY!〜フットガールズの青春〜